# Mallotus resinosus
Mallotus resinosus là một loài thực vật có hoa trong họ Đại kích. Loài này được (Blanco) Merr. mô tả khoa học đầu tiên năm 1918.